# Thierry Zarcone
Thierry Zarcone, né en 1958 à Tunis, est un historien français, directeur de recherches au CNRS et chargé d'enseignement à Sciences Po Aix.

## Biographie
Thierry Zarcone fait ses études de premier et deuxième cycle à l'université d'Aix-Marseille, puis passe sa thèse à l'université de Strasbourg, en 1989. Chercheur au CNRS rattaché à l'École des hautes études en sciences sociales, il y soutient son habilitation à diriger des recherches en 2004. Ses recherches portent principalement sur l'histoire intellectuelle et religieuse dans les mondes turcs et iraniens. Il s'est tout particulièrement intéressé au soufisme et à la franc-maçonnerie. Il a porté, en particulier, son travail sur l’histoire du soufisme et du chamanisme dans l’Empire ottoman, en Turquie, en Asie centrale et au Turkestan oriental (Xinjiang). Il a été professeur invité à la Graduated School of African and Asian Area Studies (université de Kyoto) pour l'année 2005-2006.
Il codirige, avec Ekrem Işın et Arthur Buehler, le Journal of the History of Sufism, fondé en 2000. Thierry Zarcone est aussi consultant, depuis 2000, auprès de l’Office for Democratic Institutions and Human Rights, organisme de l'OCDE.

## Publications

### Ouvrages
- Mystiques, Philosophes et Francs-maçons en Islam, Paris, Jean Maisonneuve éditeur, 1993 (ouvrage couronné par l’Académie des sciences morales et politiques : prix Saintour 1994).
- Boukhara l’interdite. 1830-1888 : l’Occident moderne à la conquête d’une légende, Paris, éd. Autrement, 1997 (traduction turque : Yasak Kent, Buhara, Istanbul, Iletisim, 1997).
- La Route du Jade. Un Voyage de 20 siècles, éd. Autrement, 2001.
- Les Francs-Maçons du Pays de Daudet : Beaucaire et Tarascon Destins croisés du XVIIIe au XXe siècle, avec Jean-Marie Mercier, Aix-en-Provence, Edisud, 2004
- Secret et Sociétés secrètes en islam. Turquie, Iran et Asie Centrale, XIXe – XXe siècles, Milan-Paris, éd. Archè, 2002 (traduction turque : Islam’da Gizli Cemiyetler, Istanbul, Alkim, 2005).
- La Turquie moderne et l’islam, Paris, éd. Flammarion, 2004 (traduction en espagnol : El Islam en la Turquia actual, Barcelona, Bellaterra, 2005).
- La Turquie. De l’Empire ottoman à la République d’Atatürk, Paris, éd. Gallimard, coll. « Découvertes Gallimard/Histoire » (no 472), 2005
- Prières des musulmans chinois, Paris, Koutoubia, 2009
- Le soufisme : Voie mystique de l'islam, coll. « Découvertes Gallimard/Religions » (no 554), Paris, éd. Gallimard, 2009
- Poétesses soufies de la confrérie bektachie de Turquie, Thierry Zarcone, Editions Signatura, 2010, 137 pages  (ISBN 978-2-915-36919-9)
- Le Chamanisme de Sibérie et d’Asie centrale, avec Charles Stépanoff, coll. « Découvertes Gallimard/Religions » (no 579), Paris, éd. Gallimard, 2011
- Le croissant et le compas. Islam et franc-maçonnerie, de la fascination à la détestation, Dervy éditions, 2015, 366 pages  (ISBN 979-1-024-20119-1)
- Le Cerf, Thierry Zarcone et Jean-Pierre Laurant Les Belles Lettres, Paris, 2017, 256 pages  (ISBN 978-2-251-44739-1)
- Le mystère Abd el-Kader, Thierry Zarcone, Les éditions du Cerf, 2019, 351 pages  (ISBN 978-2-204-12396-9) ; Prix Diane-Potier-Boès 2020.

### Direction d'ouvrages collectifs
- Individu et Société : l'Influence d'Aristote dans le monde Méditerranéen, Istanbul-Paris-Rome-Trieste, Isis, 1988 ;
- Naqshbandis. Cheminement et situation actuelle d'un ordre mystique musulman, Istanbul-Paris, Isis, 1990 (avec M. Gaborieau et A. Popovic) ;
- Presse turque et presse de Turquie, Istanbul-Paris, Isis, 1992 (avec N. Clayer et A. Popovic) ;
- Les Iraniens d'Istanbul, Téhéran - Istanbul - Paris, IFÉA-IFRI, 1994 (avec F. Zarinebaf-Shahr) ;
- Inde-Asie centrale. Routes du commerce et des idées, Cahiers d’Asie Centrale, Aix-en-Provence, Édisud, 1996 ;
- Melamî et Bayramî. Études sur trois mouvements mystiques musulmans, Istanbul, Isis, 1998 (avec N. Clayer et A. Popovic) ;
- Musulmans et Soufis du Tibet, Paris-Milano, éd. Archè, 2005 ;
- La fabrique de la Franc-Maçonnerie française - Histoire, sociabilité et rituels, 1725-1750, Paris, Dervy éditions, 2017, 280 pages  (ISBN 979-1-024-20241-9).

### Contributions à des ouvrages collectifs
- « Turkish Sufism in India: the Case of the Yasaviyya », in F. Delvoye (dir.), Confluence of Culture. French Contribution to Indo-Persian Studies, New Delhi, Manohar, 1994.
- « Sufi Movements: Search for Identity and Islamic Resurgence », in K. Warikoo (dir.), Central Asia. Emerging New Order, New Delhi, Har-Anand Publications, 1994.
- « The Persian Cemetery of Istanbul », in J.-L. Bacqué-Grammont et A. Tibet (dir.), Arts funéraires et cimetières dans le monde musulman, Ankara, Türk Tarih Kurumu-IFÉA, 1996, vol. I.
- « Political Sufism and the Emirate of Kashgaria (End of the 19th Century). The Role of the Ambassador Ya’qûb Khân Tora », in A. von Kükelgen, M. Kemper et A. J. Frank (dir.), Muslim Culture in Russia and Central Asia from the18th to the 20th Centuries, Berlin, Klaus Schwarz Verlag, 1998.
- « Central Asian Influence on the Early Development of the Chishtiyya Sufi Order in India », in M. Alam; N. Delvoye; M. Gaborieau (dir.), The Making of the Indo-Persian Culture, New Delhi, Manohar, 2000.
- « The Transformation of the Sufi Orders in the Turkish Republic and the Question of Crypto-Sufism », in J. L. Warner (dir.), Cultural Horizons: a Festschrift in Honor of Talat S. Halman, New York-Istanbul, Syracuse University - Yapi Kredi Yayinlari, 2001.
- « The Sufi Networks in Southern Xinjiang during the Republican Regime (1911-1949). An Overview », in S. A. Dudoignon; H. Komatsu (dir.), Islam and Politics in Russia and Central Asia (Early 17th Late 20th Centuries), London, Kegan Paul, 2001.
- « Sufi Lineages and Saint Veneration in Russian, Soviet, and Post-Soviet Tataristan and Central Asia », et « Sufi Lineages and Saint Veneration in 20th Century Eastern Turkestan and Xinjiang », in The Turks, Ankara, Yeni Türkiye, 2002.
- « Le voyage oriental du Rose-Croix », in Octagon, La recherche de perfection, (Hans Thomas Hakl éditeur), Gaggenau, Scientia Nova, 2018, vol. 4, pp. 175-193.  (ISBN 978-3-935164-12-2)